# Polska Izba Gospodarcza Towarzystw Budownictwa Społecznego
Polska Izba Gospodarcza Towarzystw Budownictwa Społecznego – organizacja samorządu gospodarczego, zrzeszająca Towarzystwa Budownictwa Społecznego, a także współpracujące z nimi instytucje, organizacje i podmioty gospodarcze. 
Siedzibą Izby jest Miasto Stołeczne Warszawa. Izba Gospodarcza TBS jest zrzeszona w Cecodhas Housing Europe, w której skład wchodzą organizacje związane ze społecznym budownictwem z całej Europy.
Do zadań PIG TBS należy:
- reprezentowanie i ochrona interesów zrzeszonych w Izbie podmiotów gospodarczych.
- propagowanie wiedzy technicznej, ekonomicznej, ustalanie programów rozwoju budownictwa mieszkaniowego i infrastruktury.
- integrowanie środowisk związanych z budownictwem mieszkaniowym.